# 음식 샘플

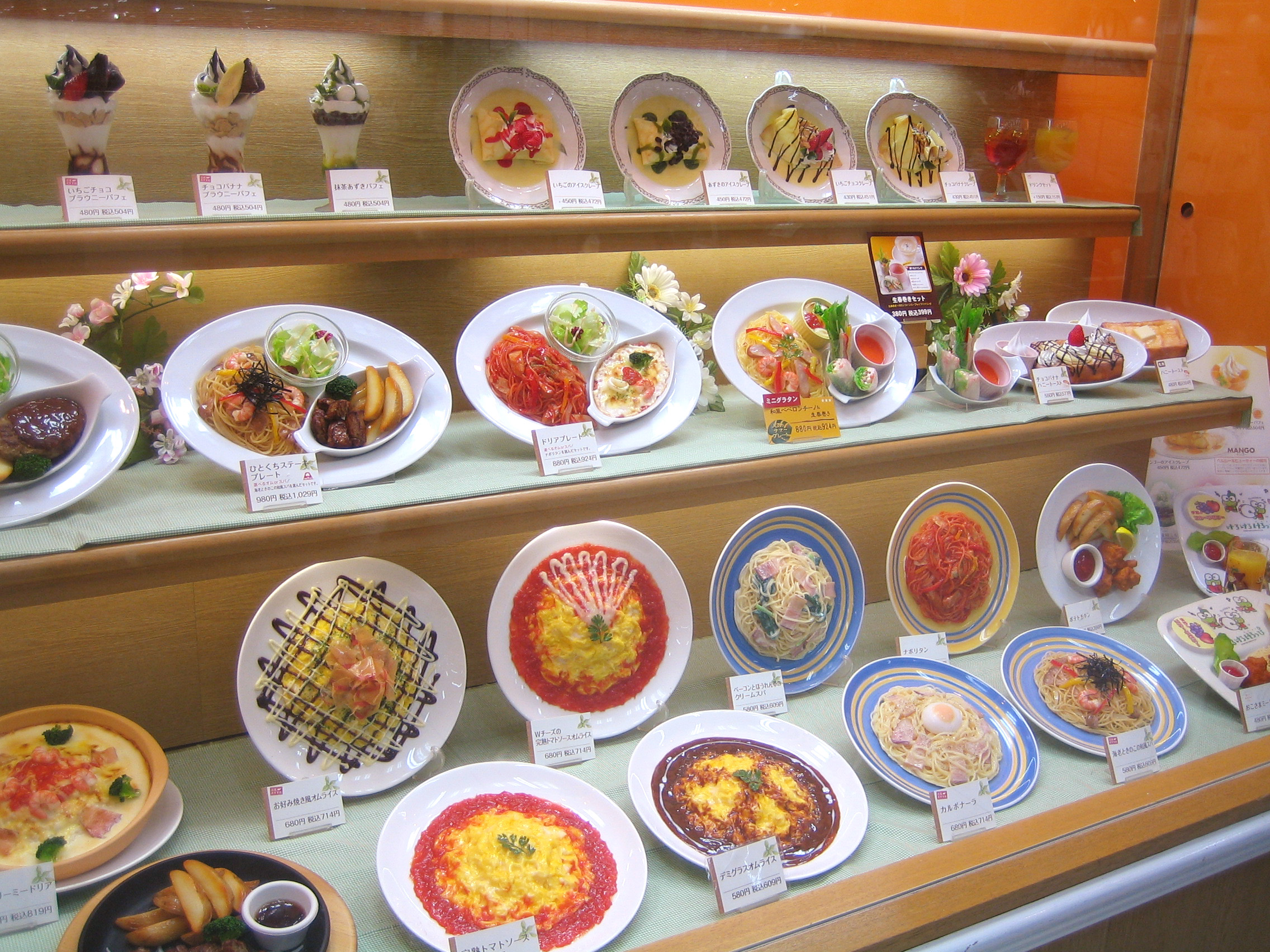
음식 샘플 (일본)

음식 샘플은 음식점이나 레스토랑 앞에 놓여진 가짜 음식(주로 조형물 따위)이다. 식당을 이용하는 사람들을 위해 먼저 요리가 어떻게 생겼는지 보여주는 용도로 사용한다.